# Liste der Naturdenkmale in Simmersfeld
| Naturdenkmale | Anzahl |
| ------------- | ------ |
| FND           | 0      |
| END           | 4      |
| Gesamt        | 4      |

Die Liste der Naturdenkmale in Simmersfeld nennt die verordneten Naturdenkmale (ND) der im baden-württembergischen Landkreis Calw liegenden Gemeinde Simmersfeld. In Simmersfeld gibt es insgesamt vier als Naturdenkmal geschützte Objekte, keines ist ein flächenhaftes Naturdenkmal (FND), alle sind Einzelgebilde-Naturdenkmale (END).
Stand: 1. November 2016.

## Einzelgebilde (END)
| Name                                   | Bild | Kennung     | Einzelheiten | Position | Fläche Hektar | Datum         |
| -------------------------------------- | ---- | ----------- | ------------ | -------- | ------------- | ------------- |
| Einzelne Forche                        | BW   | 82350660001 | Simmersfeld  | ⊙        | 0,0           | 22. Okt. 1949 |
| Über Stangenholz einzelstehende Forche | BW   | 82350660002 | Simmersfeld  | ⊙        | 0,0           | 22. Okt. 1949 |
| Wellingtonie                           |      | 82350660004 | Simmersfeld  | ⊙        | 0,0           | 10. Nov. 1951 |
| Zwei Friedenslinden                    | BW   | 82350660003 | Simmersfeld  | ⊙        | 0,0           | 22. Okt. 1949 |
| Legende für Naturdenkmal               |      |             |              |          |               |               |